# Le Pradal
Le Pradal é uma comuna francesa na região administrativa de Occitânia, no departamento de Hérault. Estende-se por uma área de 3,8 km². Em 2010 a comuna tinha 341 habitantes (densidade: 89,7 hab./km²).